# Livade uz Pačicu
Livade uz Pačicu este o arie protejată (sit de importanță comunitară — SCI) din Croația întinsă pe o suprafață de 118,21 ha, integral pe uscat.

## Localizare
Centrul sitului Livade uz Pačicu este situat la coordonatele 45°17′58″N 18°05′52″E / 45.299549°N 18.097805°E.

## Înființare
Situl Livade uz Pačicu a fost declarat sit de importanță comunitară în septembrie 2019 pentru a proteja un număr necunoscut de specii din flora spontană și fauna sălbatică aflate în arealul zonei.

## Biodiversitate
Situată în ecoregiunea continentală, aria protejată conține 1 habitat natural: Fânețe de joasă altitudine (Alopecurus pratensis, Sanguisorba officinalis).
La baza desemnării sitului se află un număr nedeclarat de specii protejate.